# Scobitoare

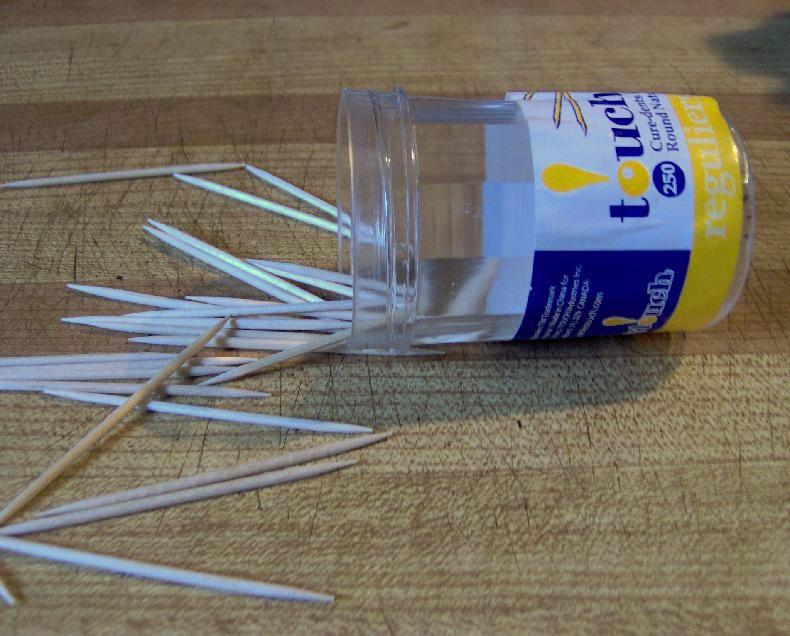
Scobitori

Scobitoarea este un obiect subțire folosit în îndepărtarea resturilor alimentare dintre dinți, de obicei după servirea mesei. Poate de asemenea fi folosită pentru servirea unor bucăți mici de mâncare, de exemplu brânză sau măsline.
Scobitorile sunt confecționate, de obicei, din lemn, plastic, metal, os etc. Sunt ascuțite la unul sau la ambele capete.

## Istoric
Scobitorile sunt cunoscute în practic toate culturile.
Prima mașină de fabricat scobitori i-a aparținut americanului Charles Foster.

## Etimologie
Cuvântul „scobitoare” vine de la cuvântul „scoabă”, care la rândul său vine din limba sârbo-croată/bulgară skoba.

## Galerie foto

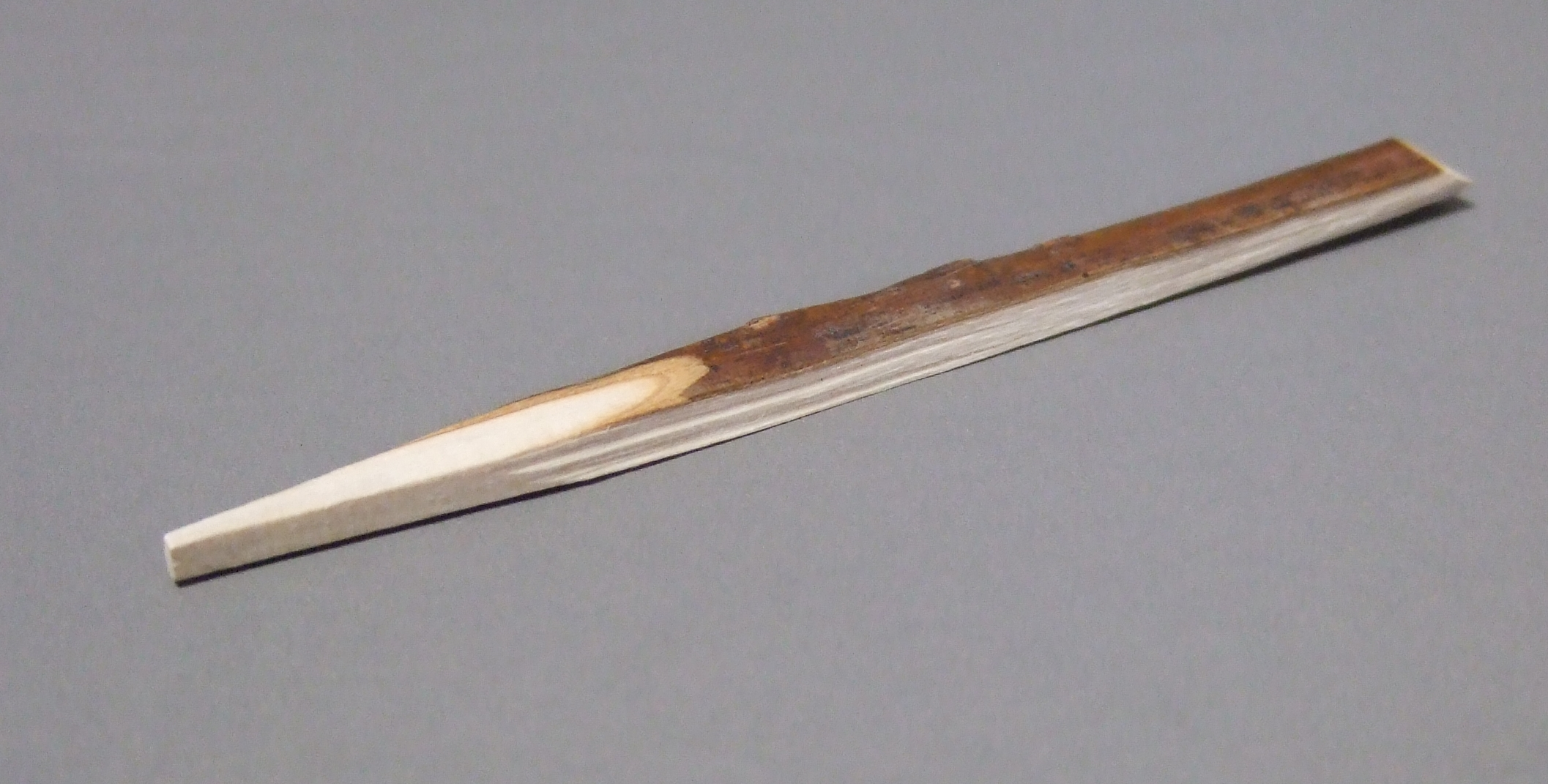
Scobitoare japoneză tip „kuromoji”
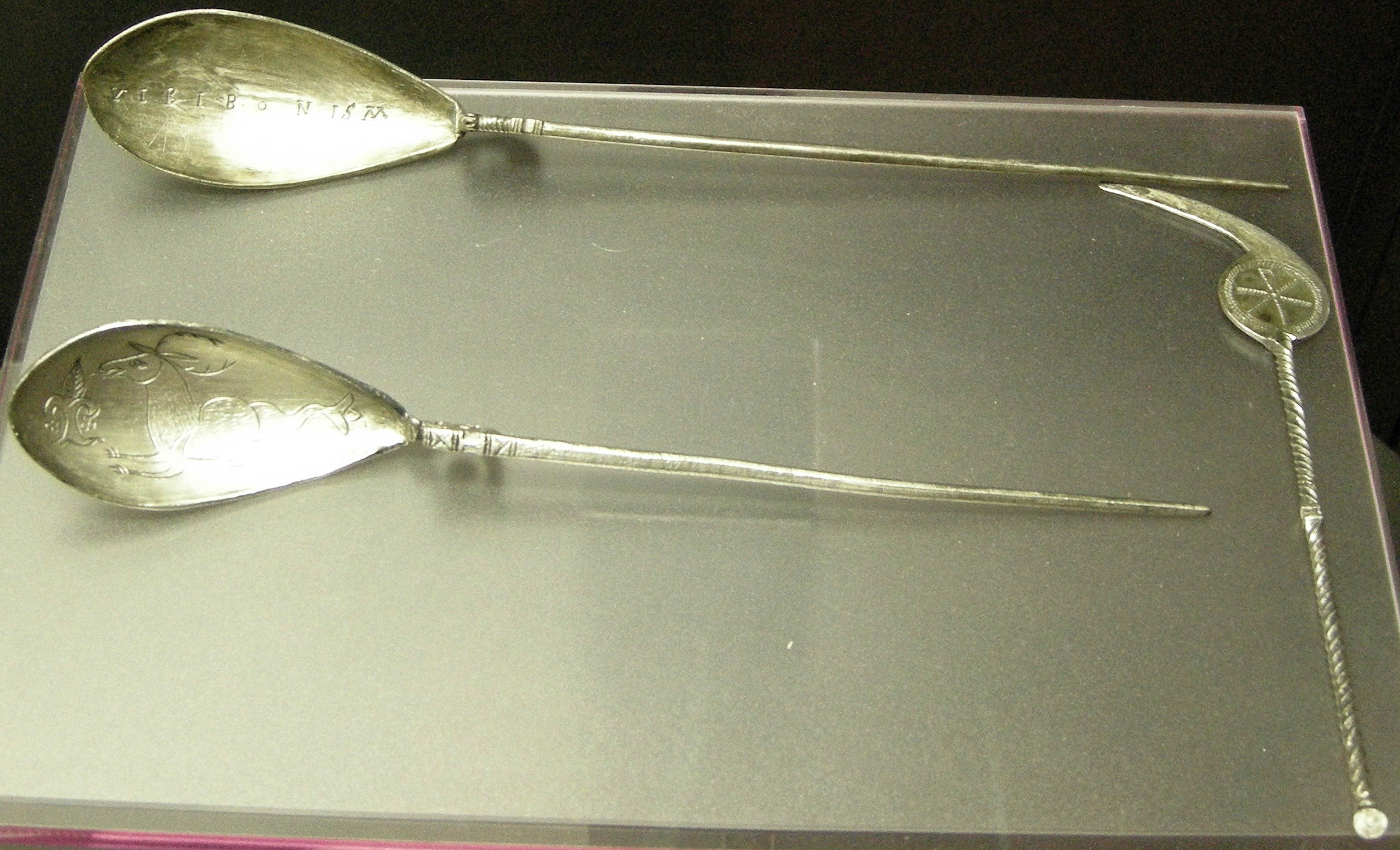
Linguri romane cu scobitoare la un capăt
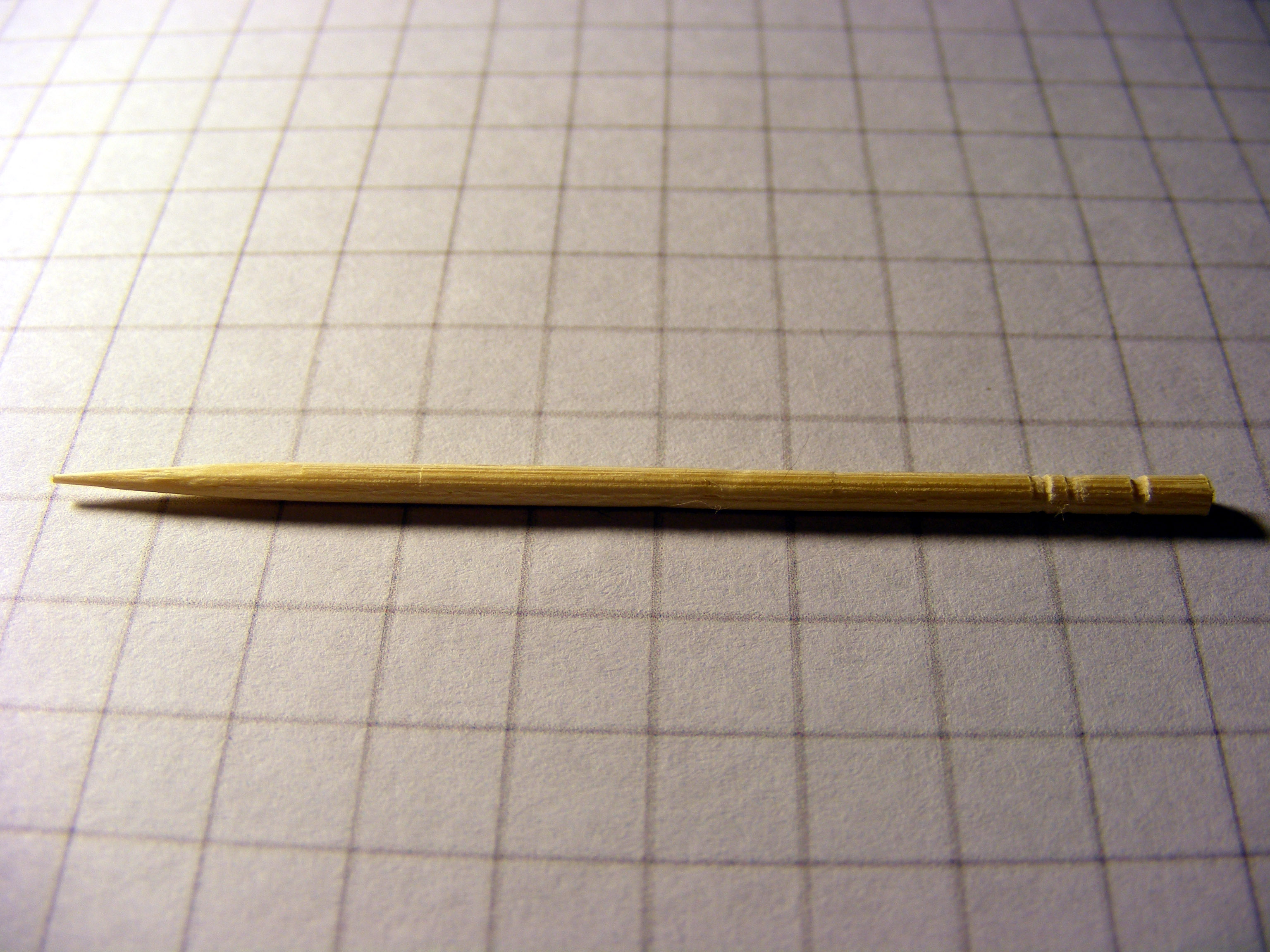
Scobitoare ascuțită doar la un capăt